# Renaixença
| Renaixença |
| --- |
| Tidningshuvudet på La Renaixensa, utgiven av Pere Aldavert 1881–1905. - Betydelse – nationalromantisk strömning i "Katalanska länderna" - Tidpunkt – 1830–1880-talet - Relaterade begrepp – modernisme (efterföljare) |

La Renaixença (uttal: [rənəˈʃɛnsə] eller [renajˈʃɛnsa]) var en nationalromantisk strömning i det katalanska språkområdet under 1800-talet. Den uppstod på 1830-talet och fortlevde till 1880-talet, då den förgrenade sig i andra kulturströmningar – inklusive modernisme.
Renaixença, vars namn kommer av katalanskans ord för renässans eller pånyttfödelse, inkorporerade även element från andra av 1800-talets kulturströmningar. Dessa inkluderar naturalismen och symbolismen. Strömningen står därför inte primärt för en särskild stil utan mer för den kulturella miljö där den kom att utvecklas.

## Översikt
Tillsammans med den senare katalanska modernismen innebar renaixença-epoken  ett slut på den mer än hundraåriga nedgångsperioden för katalansk kultur sedan spanska tronföljdskriget (1701–1704). Efter kriget utfärdades de så kallade Nueva Planta-dekreten, vilka avskaffade Kataloniens traditionella institutioner och privilegier. Rörelsens mål var det fulla återupprättandet av katalanska språket som en viktig plattform för bildkonst, teater och litteratur. Man siktade också på att etablera en språkstandard för språket, något som dock slutfördes först i början av 1900-talet.
Liksom många andra romantiska rörelser präglades renaixença-rörelsen av en beundran för medeltiden. Detta märktes inom dess konstuttryck, och i Barcelona återupplivades den traditionella litterära tävlingen Jocs Florals (även kallad Jocs der la Gaia Ciència).
Renaixença syntes inte bara i själva Katalonien. Även andra delar av det katalanskspråkiga området, inklusive Balearerna, påverkades av strömningen.
Rörelsen förknippades även med tidskriften La Renaixença, vilken gav sitt namn till hela rörelsen. Både tidningen och rörelsen stavades ursprungligen Renaixensa, och den moderna stavningen Renaixença härrör från Pompeu Fabras katalanska stavningsreform i början av 1900-talet.

## Betydande företrädare för Renaixença
- Bonaventura Carles Aribau, författare. Hans dikt "Oda a la pàtria" ('Ode till fosterlandet') anses ha sparkat igång rörelsen.
- Manuel Milà i Fontanals, inflytelserik lingvist, filolog och forskare i viskonst, en av de huvudsakliga initiativtagarna.
- Joan Maragall, poet, översättare från grekiska och tyska, journalist och essäist.
- Jacint Verdarguer, poet som författade "L'Atlàntida" och det katalanska nationaleposet Canigó.
- Àngel Guimerà, dramatiker.
- Narcís Oller, författare som påverkats av Émile Zolas naturalism och beskrev industriella revolutionen, samhället och tidens förändringar i sina romaner.
- Frederic Soler, känd som Pitarra, dramatiker som föredrog sin tids katalanska talspråk framför mer klassiska konventioner.
- Joaquim Rubió, poet med ett tillnamn som omväxlande skrivits Lo Gayté del Llobregat eller El Gaiter del Llobregat.
- Víctor Català (faktiskt namn Caterina Albert i Paradís), symbolistisk författare.
- Martí Genís, författare.
- Antoni Puig, poet.
- Francesc Camprodon, poet.
- Víctor Balaguer, författare. Använde pseudonymen Lo trovador de Montserrat ('trubaduren från Montserrat').